# 菅野朋子 (弁護士)
菅野 朋子（かんの ともこ、1970年8月9日 - ）は、東京弁護士会所属の弁護士。弁護士としては、中小企業の顧問を務めたり、個人の離婚、相続などを扱っているが、その傍、テレビのコメンテーターとしても活動している。

## 来歴
東京都杉並区出身。
1977年に雙葉小学校に入学し、雙葉中学校・高等学校に学んだが、小中高を通してしばしばいじめを受け、拒食症、過食症、うつ病などを経験し、1988年に神戸市の松蔭高等学校に編入した。1990年に指定校推薦で立教大学社会学部社会学科に入学したが、精神的苦痛は、大学受験も就職も断念するほど長期間に及んだという。
立教大学を1994年に卒業後、結婚、出産を経て、法曹を志す。離婚後、2006年に東京大学法科大学院に入学し、在学中の2007年に、旧司法試験に合格して、2008年に法科大学院を修了、2009年に旧62期司法研修所を修了して弁護士登録した。
2009年、第一東京弁護士会に所属して富士通株式会社法務部で企業内弁護士として活動した後、2010年に横浜弁護士会に移り、川崎市の法律事務所、弁護士法人リーガルエイド法律事務所に勤務し、2011年に東京弁護士会に移って自身の事務所、かんの総合法律事務所を開設し、独立した。2014年に事務所を渋谷リヒト法律事務所と改名した。